# Silke Lichtenhagen
Silke Lichtenhagen (* 20. November 1973 in Leverkusen) ist eine ehemalige deutsche Leichtathletin und Olympiateilnehmerin, die in den 1990er Jahren als Kurzsprinterin erfolgreich war.

## Leben
Ihre größten Erfolge waren in der 4-mal-100-Meter-Staffel die Bronzemedaille bei den Weltmeisterschaften 1995 in Göteborg (zusammen mit Melanie Paschke, Silke-Beate Knoll und Gabriele Becker) und die Goldmedaille bei den Europameisterschaften 1994 in Helsinki (zusammen mit Melanie Paschke, Bettina Zipp und Silke-Beate Knoll).
Bei den Olympischen Spielen 1996 in Atlanta hatte die Staffel weniger Glück und schied aufgrund eines Wechselfehlers im Vorlauf aus.
Als größten Einzelerfolg konnte sie neben zahlreichen Halbfinalplatzierungen bei Welt- und Europameisterschaften einen vierten Platz über 200 Meter bei den Hallenweltmeisterschaften 1995 erzielen.
Silke Lichtenhagen startete für Bayer 04 Leverkusen (Trainer: Manfred Fink (1988–1994) und Wolfgang Thiele (1995–1998)).
In ihrer aktiven Zeit war sie 1,74 m groß und wog 54 kg.
Ihre größten Erfolge
1998 Teilnahme Europameisterschaften, Budapest
1996 Olympische Spiele, Atlanta: Viertelfinale 100 m
1996 Europacup, Madrid: 2. Platz 4 × 100-m-Staffel
1995 Weltmeisterschaften, Göteborg: Bronzemedaille 4 × 100-m-Staffel, Halbfinale 200 m
1995 Hallenweltmeisterschaften, Barcelona: 4. Platz 200 m
1995 Europacup, Villeneuve: 2. Platz 4 × 100-m-Staffel
1995 Deutsche Hallenmeisterin 200 m
1994 Europameisterschaften, Helsinki: Goldmedaille 4 × 100-m-Staffel, Halbfinale 200 m
1994 Weltcup, London: 2. Platz 4 × 100-m-Staffel
1994 Europacup, Birmingham: 3. Platz 4 × 100-m-Staffel
1994 Teilnahme Halleneuropameisterschaften, Paris
1993 Teilnahme Weltmeisterschaften, Stuttgart
1992 Juniorenweltmeisterschaften, Seoul: Bronzemedaille 4 × 100-m-Staffel, 8. Platz 200 m
1991 Junioreneuropameisterschaften, Thessaloniki: Goldmedaille 4 × 100-m-Staffel, 6. Platz 100 m
1990 Teilnahme Juniorenweltmeisterschaften, Plovdiv
Nach zahlreichen Verletzungen beendete sie ihre sportliche Karriere im Sommer 2002 endgültig.

## Persönliche Bestzeiten
- 60 m (Halle): 7,23 s, 23. Februar 1997, Dortmund
- 100 m: 11,24 s, 12. Juli 1996, Duisburg
- 200 m: 22,73 s, 3. Juli 1994, Erfurt
  - Halle: 22,96 s, 26. Februar 1995, Sindelfingen